# Vrchol (graf)

Graf s 7 vrcholy označenými jejich stupněm

Vrchol je v teorii grafů jedním z prvků množiny definujícím graf. Užívá se též označení uzel. Graficky se znázorňuje jako bod či malý kruh (např. s názvem vrcholu uvnitř). Z vrcholu mohou vést hrany.

## Izolovaný vrchol
Izolovaným vrcholem je nazýván vrchol, který neinciduje žádná hrana grafu.

## Stupeň vrcholu
Stupněm vrcholu označujeme počet hran, které do vrcholu zasahují.